# هولاكو (مسلسل)
هولاكو مسلسل سوري تاريخي، يتحدث عن شخصية هولاكو، تمثيل مجموعة من الممثلين السوريين

## الممثلون
البطولة
- أيمن زيدان في دور هولاكو.
- نورمان أسعد في دور قوتوي.
- جيانا عيد في دور قولان/دوبوس.

الممثلون الآخرون
- عبد الرحمن آل رشي في دور جنكيز خان.
- هاني الروماني.
- صباح الجزائري.
- فتحي الهداوي.

بالاشتراك مع
- زياد سعد.
- شادي زيدان في دور كيتا.

من المغرب
- هشام بهلول
- نسرين عاشور

من لبنان
- ماغي بو غصن
- حسان مراد.

من العراق
- مناضل داوود.

من تونس
- لمياء الورتاني في دور أولجي.

ضيوف المسلسل
- بسام لطفي
- حسن عويتي.
- رضوان عقيلي.
- أمانة والي.
- صالح الحايك.
- رياض وردياني.
- سمير حسين.
- سحر فوزي.
- أحمد رافع.
- أحمد مللي.
- جوزيف ناشف.
- نصر شما.
- ياسين أرناؤوط.
- عامر علي
- فايق عرقسوسي
- محسن غازي
- سهيل جباعي
- سامر عمران
- نضال حمود
- توفيق اسكندر
- لؤي شانا
- بشار زرقان
- محمد خاوندي
- كفاح الخوص
- مصطفى الخاني
- أحمد الأحمد
- أسماة تيناوي
- صبحي الرفاعي
- مرشد ضرغام
- حسين صيداوي
- عباس الحاوي
- فؤاد وكيل
- ايفلين حسن
- بري العواني
- علاء قاسم
- انجيلا زهرة
- نسرين طافش
- عهد فنري
- ناصر وردياني
- سليم شريقي
- علاء الزغبي
- فهد السكري
- كمال البني
- نضير لكود
- رضوان سالم
- وفاء عبد الله
- فاطمة أبو عقل
- رواد عليو
- جمال محسن
- سامر خضر
- عمار كلاس
- ميرنا زينون
- سمر عبد العزيز